# C/2013 R1 (Lovejoy)
Komet C/2013 R1 (Lovejoy) je dugoperiodičan komet kojeg je 7. rujna 2013. otkrio australski astronom amater Terry Lovejoy. Ovo je bio četvrti komet koji je otkrio a za otkriće je koristio 20 cm teleskop, kakvog posujeduju mnogi amateri.
Komet je u studenom 2013. bio vidljiv golim okom za promatače sa sjeverne hemisfere na jutarnjem nebu. Putanja kometa je prolazila u blizini sjajnog otvorenog skupa Jaslice, a u dvogledu se mogao vidjeti kao sjajna, tirkizna okrugla mrlja. Svojim sjajem C/2013 R1 nadmašio je tada puno razvikaniji komet ISON, za kojeg se predviđalo kako će biti najsjajniji komet u zadnjih 40 godina.
Komet C/2013 R1 Zemlji je najbliže prišao 19. studenog 2013. kada se nalazio na udaljenosti od oko 59.4 milijuna km (0.4 AJ). Komet se tada nalazio na granici zviježđa Velikog medvjeda i Malog lava. Prolazak kroz perihel dogodio se 22. prosinca 2013. u 17:36 UT na udaljenosti od 121.45 milijuna km (0.812 AJ). Nakon prolaska kroz perihel komet je krenuo prema vanjskom sunčevom sustavu i počeo je naglo gubiti sjaj. Zadnja promatranja kometa su izvršena u rujnu 2014. godine, kada je komet ima sjaj od 18. magnitude tj. bio je oko 160.000 puta tamniji nego sredinom studenog 2013.